# Campeonato Mundial de Badminton de 1999
O 11º Campeonato Mundial de Badminton foi realizado em Copenhague, Dinamarca, de 10 a 23 de maio de 1999.

## Local
- Brøndby Arena

## Medalhistas
| Evento            | Ouro                         | Prata                        | Bronze                          |
| ----------------- | ---------------------------- | ---------------------------- | ------------------------------- |
| Simples Masculino | Sun Jun                      | Fung Permadi                 | Peter Gade                      |
| Simples Masculino | Sun Jun                      | Fung Permadi                 | Poul-Erik Høyer Larsen          |
| Simples Feminino  | Camilla Martin               | Dai Yun                      | Gong Ruina                      |
| Simples Feminino  | Camilla Martin               | Dai Yun                      | Mette Sørensen                  |
| Duplas Masculinas | Ha Tae-kwon e Kim Dong-moon  | Lee Dong-soo e Yoo Yong-sung | Zhang Wei e Zhang Jun           |
| Duplas Masculinas | Ha Tae-kwon e Kim Dong-moon  | Lee Dong-soo e Yoo Yong-sung | Simon Archer e Nathan Robertson |
| Duplas Femininas  | Ge Fei e Gu Jun              | Ra Kyung-min e Chung Jae-hee | Qin Yiyuan e Gao Ling           |
| Duplas Femininas  | Ge Fei e Gu Jun              | Ra Kyung-min e Chung Jae-hee | Ann Jørgensen e Majken Vange    |
| Duplas Mistas     | Kim Dong-moon e Ra Kyung-min | Simon Archer e Joanne Goode  | Liu Yong e Ge Fei               |
| Duplas Mistas     | Kim Dong-moon e Ra Kyung-min | Simon Archer e Joanne Goode  | Michael Søgaard e Rikke Olsen   |

## Quadro de Medalhas
| Pos | País          | Ouro | Prata | Bronze | Total |
| --- | ------------- | ---- | ----- | ------ | ----- |
| 1   | Coreia do Sul | 2    | 2     | 0      | 4     |
| 2   | China         | 2    | 1     | 4      | 7     |
| 3   | Dinamarca     | 1    | 0     | 5      | 6     |
| 4   | Inglaterra    | 0    | 1     | 1      | 2     |
| 5   | Taipé Chinesa | 0    | 1     | 0      | 1     |

## Ligações Externas
- BWF Results